# Éric Prat
Pour les articles homonymes, voir Prat.
Éric Prat, né le 14 mars 1956 à Tokyo (Japon), est un acteur français.

## Biographie
Éric Prat apprend son métier au Conservatoire national supérieur d'art dramatique et au Conservatoire à rayonnement régional de Versailles. Au cinéma, son premier rôle marquant a été en 1990 celui de Jean-Pierre Billard dans le film Tatie Danielle, réalisé par Étienne Chatiliez. Il joue ensuite une multitude de rôles à la télévision, dont le plus connu est probablement celui de l'inspecteur Torrence dans la série Maigret.
Il a aussi participé à plusieurs succès du grand écran tels que Scout toujours..., Le Pacte des loups, Une époque formidable..., L'Homme de sa vie, Les Brigades du Tigre et OSS 117 : Le Caire, nid d'espions.
Éric Prat a aussi une longue carrière de théâtre derrière lui. Il a participé à la pièce L'Hiver sous la table (2006), mise en scène par Zabou Breitman. Il apparaît aussi dans La Cantatrice chauve mise en scène par Daniel Benoin.
Éric Prat est l'époux d'Arielle Boulin-Prat, ex-consultante en français dans le jeu télévisé Des chiffres et des lettres. Cette dernière l'a révélé en février 2009, sur le plateau, alors qu'elle parlait du film Tatie Danielle.

## Formation professionnelle
- Conservatoire d'art dramatique de Versailles
- ENSATT
- École de la Rue Blanche
- CNSAD avec Michel Bouquet et P. Debauche

## Théâtre
- 1981 : Le Jeune Homme de Jean Audureau, mise en scène Dominique Quéhec, théâtre national de Chaillot
- 1981 : Le Match de Jean-Daniel Laval et Éric Prat, mise en scène des auteurs, Comédie de Paris
- 1982 : Le Voyage fantastique de la Thalimène de Philippe Arthuys, mise en scène collective, théâtre de l'Est parisien
- 1982 : Lettre de Chine d'Éric Prat, mise en scène de l'auteur avec Youssef Hamid, théâtre de l'Est parisien
- 1983 : Le Marchand de Venise de William Shakespeare, mise en scène Saskia Cohen-Tanugi, théâtre Gérard-Philipe
- 1984 : Docteur X Hero ou le dernier client du Ritz de Mériba de Cades, mise en scène Saskia Cohen-Tanugi, Festival d'Avignon
- 1991 : La Dame de chez Maxim de Georges Feydeau, mise en scène Bernard Murat, théâtre Marigny
- 1994 : La Volupté de l'honneur de Luigi Pirandello, mise en scène Jean-Luc Boutté, théâtre Hébertot, théâtre national de Nice
- 1995 : La Volupté de l'honneur de Luigi Pirandello, mise en scène Jean-Luc Boutté, Théâtre des 13 vents, théâtre de Bourg-en-Bresse, théâtre des Célestins
- 1997 : Ce qu'il ne faut pas faire de Pierre Pradinas et Simon Pradinas, mise en scène Pierre Pradinas, Théâtre de l'Est parisien
- 1997 : Bel-Ami de Pierre Laville, d'après Guy de Maupassant, mise en scène Didier Long, Théâtre Antoine
- 1999 : Ah ! Le Grand Homme de Pierre et Simon Pradinas, mise en scène Pierre Pradinas, Théâtre Jean Vilar Suresnes
- 2001 : Pêche au gros de Ged Marlon, mise en scène de l'auteur, Comédie de Paris
- 2004 : L'Hiver sous la table de Roland Topor, mise en scène Zabou Breitman, théâtre de l'Atelier
- 2005 : L'Hiver sous la table de Roland Topor, mise en scène Zabou Breitman, théâtre national de Nice
- 2006 : Caligula d'Albert Camus, mise en scène Charles Berling, théâtre de l'Atelier
- 2006 : La Cantatrice chauve d'Eugène Ionesco, mise en scène Daniel Benoin, théâtre national de Nice
- 2007 : Caligula d'Albert Camus, mise en scène Charles Berling, théâtre des Célestins
- 2007 : Biographie sans Antoinette de Max Frisch, mise en scène Hans-Peter Cloos, théâtre de la Madeleine
- 2008 : Biographie sans Antoinette de Max Frisch, mise en scène Hans-Peter Cloos, théâtre du Gymnase, tournée
- 2008 : La Cantatrice chauve d'Eugène Ionesco, mise en scène Daniel Benoin, théâtre national de Nice, théâtre de l'Union, théâtre des 13 vents, théâtre du Gymnase, théâtre de la Croix-Rousse, théâtre Silvia Monfort, tournée
- 2009 : Stuff Happens de David Hare, mise en scène Bruno Freyssinet et William Nadylam, théâtre Nanterre-Amandiers
- 2009 : Le Monte-plats de Harold Pinter, mise en scène Jean-Daniel Laval, théâtre Montansier
- 2010 : Stuff Happens de David Hare, mise en scène Bruno Freyssinet et William Nadylam, TNP Villeurbanne
- 2010 : La Médaille d'après Lydie Salvayre, mise en scène Zabou Breitman, théâtre Vidy-Lausanne, théâtre du Rond-Point
- 2011 : Vineta ou la République des utopies de Moritz Rinke, mise en scène Lisa Würmser, théâtre de la Tempête
- 2011 : Il fait beau… plusieurs fois par jour d'Éric Prat, mise en scène Jean-Luc Porraz, théâtre du Petit-Saint-Martin
- 2012 : Whatever Works d'après Woody Allen, mise en scène Daniel Benoin, théâtre Marigny
- 2012 : Doris Darling de Ben Elton, mise en scène Marianne Groves, Théâtre du Petit Saint-Martin
- 2013 : Le Songe d'une nuit d'été de William Shakespeare, mise en scène Nicolas Briançon, Théâtre de la Porte-Saint-Martin
- 2013 : Mensonges d’États de Xavier Daugreilh, mise en scène Nicolas Briançon, Théâtre de la Madeleine
- 2016 : Mange ! de Bénédicte Fossey et Eric Romand, mise en scène Pierre Cassignard, Théâtre Tête d'Or
- 2017 : Ça va ? de Jean-Claude Grumberg, mise en scène Daniel Benoin, théâtre du Rond-Point et tournée
- 2019 : La Dame de chez Maxim de Georges Feydeau, mise en scène Zabou Breitman, théâtre de la Porte Saint Martin
- 2019 : L'Avare de Molière, mise en scène Daniel Benoin, Théâtre Anthea (Antibes)
- 2020 : L'Avare de Molière, mise en scène Daniel Benoin, Théâtre des Variétés
- 2020 : On purge bébé de Georges Feydeau, mise en scène Émeline Bayart, théâtre de l'Atelier
- 2023 : Le Testament Médicis de Stéphane Landowski, mise en scène Raphaëlle Cambray, théâtre Lepic
- 2024 : Dans les yeux de Monet de Cyril Gély, mise en scène Tristan Petitgirard, théâtre de la Madeleine

## Filmographie

### Cinéma
- 1980 : Les Phallocrates de Claude Pierson : L'infirmier
- 1982 : Family Rock de José Pinheiro : L'adjoint au maire
- 1983 : Circulez y'a rien à voir de Patrice Leconte : Le client du self-service
- 1984 : Rive droite, rive gauche de Philippe Labro : Le journaliste
- 1984 : Notre histoire de Bertrand Blier
- 1985 : Scout toujours... de Gérard Jugnot : Pschitt
- 1987 : Promis…juré ! de Jacques Monnet : Le gendarme
- 1988 : Le bonheur se porte large de Alex Métayer : Le médecin
- 1989 : Un tour de manège de Pierre Pradinas
- 1990 : Tatie Danielle d'Étienne Chatiliez : Jean-Pierre Billard
- 1990 : Nikita de Luc Besson : L'agent immobilier
- 1991 : Une époque formidable... de Gérard Jugnot : Malakian
- 1991 : Merci la vie de Bertrand Blier : Le patient costaud
- 1993 : Pétain de Jean Marbœuf : Jacques Doriot
- 1993 : La Femme à abattre de Guy Pinon : Farid
- 1994 : La Cité de la peur de Alain Berberian : Garcia
- 1994 : Y a-t-il un flic pour sauver Hollywood de Peter Segal : l'homme qui gère les enveloppes des Oscars.
- 1996 : Fallait pas !... de Gérard Jugnot
- 1996 : Tiré à part de Bernard Rapp : Maître Leriche
- 1997 : Les Sœurs Soleil de Jeannot Szwarc
- 1998 : El pianista de Mario Gas : Darius Milhaud
- 1998 : On a très peu d'amis de Sylvain Monod : Maurice
- 1999 : L'Âme-sœur de Jean-Marie Bigard : Père Douillet
- 1999 : Une journée de merde de Miguel Courtois : M. Germaine
- 1999 : Hygiène de l'assassin de François Ruggieri : Le Pain
- 2000 : Les Acteurs de Bertrand Blier
- 2001 : Le Pacte des loups de Christophe Gans : Capitaine Duhamel
- 2001 : Le Roman de Lulu de Pierre-Olivier Scotto : Le psychiatre
- 2004 : Saint Ange de Pascal Laugier : Le responsable des services sociaux
- 2005 : Zim and Co. de Pierre Jolivet : Vendeur Polo Bleue
- 2005 : L'Antidote de Vincent de Brus : Marc-André de Noyenville
- 2005 : OSS 117 : Le Caire, nid d'espions de Michel Hazanavicius : Plantieux
- 2006 : On va s'aimer d'Ivan Calbérac : Le rédacteur en chef
- 2006 : L'Homme de sa vie de Zabou Breitman : Guillaume
- 2006 : Les Brigades du Tigre de Jérôme Cornuau : Alphonse Bertillon, le fondateur de la police scientifique
- 2008 : La Très Très Grande Entreprise de Pierre Jolivet : Boisselier
- 2008 : Faubourg 36 de Christophe Barratier : Commissaire Tortil
- 2009 : Je ne dis pas non de Iliana Lolitch
- 2009 : Bancs publics (Versailles Rive-Droite) de Bruno Podalydès : L'habitant de l'immeuble
- 2010 : Le Bruit des glaçons de Bertrand Blier : Le médecin
- 2012 : La Vie d'une autre de Sylvie Testud : Le vendeur de journaux

### Télévision
- 1980 : Julien Fontanes, magistrat, épisode 3 Par la bande de François Dupont-Midy
- 1982 : Paris-Saint-Lazare, épisode 6 Samedi : électricien à la fête foraine
- 1986 : Beate Klarsfeld (Nazi Hunter: The Beate Klarsfeld Story) (en), téléfilm de Michael Lindsay-Hogg
- 1989 : La Comtesse de Charny de Marion Sarraut : roi Louis XVI
- 1991 : Charmante Soirée de Bernard Murat
- 1991 : Julie Lescaut : épisode pilote : Inspecteur Ramirez
- 1993 : Ascension Express de Nicolas Ribowski
- 1993 : Commissaire Moulin (série) - épisode : L... comme Lennon : Mancel
- 1993 : Imogène (série) - épisode : Imogène inaugure les chrysanthèmes : Marcel
- 1993 : Maigret : Maigret et les témoins récalcitrants de Michel Sibra
- 1993 : Maigret : Maigret et l'homme du banc d'Étienne Périer
- 1994 : Maigret : La Patience de Maigret d'Andrzej Kostenko
- 1994 : Parfum de meurtre de Bob Swaim
- 1996 : Notre homme de Élisabeth Rappeneau
- 1996 : Paroles d'enfant de Miguel Courtois
- 1996 : La Femme rêvée de Miguel Courtois
- 1996 : Sans mentir de Joyce Buñuel
- 1996 - 1999 : Anne Le Guen (série) - 7 épisodes : Massoni - le journaliste
- 1997 : Les Arnaqueuses de Thierry Binisti
- 1997 : La Bastide blanche de Miguel Courtois
- 1998 : Pour mon fils de Michaëla Watteaux
- 1999 : La Secrétaire du Père Noël de Dagmar Damek
- 2000 : La Bicyclette bleue de Thierry Binisti : Victor Fayard
- 2000 : Alice Nevers : Le juge est une femme (série) - épisode : Suspectes (ép #1.12) : Bernard Le Brec
- 2001 : L'Oiseau rare de Didier Albert
- 2001 : Objectif bac de Patrick Volson
- 2002 : Koan de Jérôme Cornuau
- 2002 : Un petit Parisien de Sébastien Grall
- 2003 : Louis Page (série) - épisode Un enfant en danger (ép #1.9) : Père Morand
- 2003 : De soie et de cendre de Jacques Otmezguine
- 2003 : Les Enfants du miracle de Sébastien Grall
- 2003 : Le Porteur de cartable de Caroline Huppert
- 2003 - 2004 : Le Camarguais (5 épisodes)
- 2004 : Un fils sans histoire de Daniel Vigne
- 2004 : Julie Lescaut, épisode 3 saison 13, Secrets d'enfants de Dominique Tabuteau : Delorme
- 2004 : 93, rue Lauriston de Denys Granier-Deferre
- 2004 : L'Insaisissable de Élisabeth Rappeneau
- 2004 : Pierre et Jean de Daniel Janneau
- 2004 : L'Homme qui venait d'ailleurs de François Luciani
- 2004 : Les Cordier, juge et flic (série) - épisode La rançon (ép #12.3) : Armand
- 2006 : C'est arrivé dans l'escalier de Luc Béraud
- 2008 : Off Prime (1 épisode)
- 2008 : Clémentine de Denys Granier-Deferre
- 2010 : Mort d'un président de Pierre Aknine
- 2011 : Les Livres qui tuent de Denys Granier-Deferre
- 2012 : L'Assassin de Laurent Heynemann
- 2013 : Silences d'Etat de Frédéric Berthe
- 2013 : La Rupture de Laurent Heynemann : Michel Poniatowski
- 2016 : Le Sang de la vigne de Marc Rivière : épisode Crise aiguë dans les Graves : Thierry Berland
- 2017 : Une famille formidable(série) - 2 épisodes : le psy